# 봉암사 이여재
봉암사 이여재(鳳巖祠 二如齋)는 대한민국 전라남도 고흥군 과역면 석봉리에 있다. 2019년 7월 23일 고흥군의 향토문화재 제5호로 지정되었다.

## 개요
이여재(二如齋)는 고흥을 입향조로하는 김준(김녕김씨)을 배향하는 봉암사(鳳巖祠)의 강당이다. 마을주민과 김녕김씨 후손들에 의하면 고흥 도화 발포만호진의 객사로 사용되던 건물을 진의 폐쇄로 방치되자 건물을 철거하여 뱃길을 이용 과역면 가산마을 앞(현재 간척되어 논으로 사용) 해안으로 옮겨와 현재 위치에 재건했다고 전해진다.
봉암사는 1826년 이전에 건립되었다가 1868년 흥선대원군(興宣大院君)의 서원철폐령으로 훼철되었다. 이후 1905년 김녕김씨 문중과 지역유림의 권유로 재건되었다. 이여재는 출입문인 주일문(主一門)과 교각사로 연결되는 문, 이여재 뒤편의 김준의 묘소가 연결되는 문이 있다. 이여재는 축대를 쌓아 올려 설치하였는데, 정면5칸, 측면2칸, 전퇴칸은 마루로 이루어졌는데 좌우협칸은 아궁이가 설치되어 마루를 높이 설치했다. 자연초석으로 전면의 기둥은 원형으로 나머지는 방형기둥으로 설치되었다. 지붕의 처마는 겹처마로  팔작지붕, 추녀를 받치는 활주가 설치되었으며, 현재 건물 양측면부는 받침목이 활주형식으로 설치되어 있다. 후면 측칸에는 퇴칸을 설치했으며 감실형식이다. 
봉암사 이여재와 관련 있는 인물들은 김녕김씨 김준에서 비롯된다. 한양출신 김준은 관직이 영돈령부사에 이르렀으나, 단종이 왕위를 빼앗기자 이를 반대하여 싸우고자 하였다. 그러나 삼종숙(三從叔)인 충의공 김문기(1399~1456)가 김녕김씨의 종가를 보존하라는 당부를 하자 이에 따라 1456년 스승 안숭선(安崇善)이 현감으로 재직했던 고흥으로 내려와 봉암사의 소재지인 석봉리 가산마을에 정착했다. 이후 후손들의 주세거지를 이루게 되었다. 봉암사 창건에 관한 구체적인 사실은 밝힐 수 없으나 '純祖 丙戌年(1826)'에 김구룡(金九龍)을 배향했다는 사실로 보아 그 이전부터 사우가 존재하고 있었음을 알 수 있다.

## 지정 사유
이여재는 봉암사의 강당으로 1905년에 재건되었으며, 전통건축물의 특징이 보여 건축적 자료 가치가 매우 높다.